# Gaston Jollivet
Pour les articles homonymes, voir Jollivet et Jolivet.
Gaston Jollivet, né le 18 octobre 1842 à Paris et mort le 13 octobre 1927 à Paris 8e, est un journaliste, écrivain et dramaturge français.

## Biographie
Son père fut député de Rennes de 1830 à 1848. Élève du collège Bonaparte, puis du collège Stanislas, il poursuivit sa scolarité au lycée Louis-le-Grand.
Marié à Henriette de Venoge, il devint avocat à Paris en 1869 et collabora au journal Le Gaulois. Devenu chef de bureau au secrétariat général du ministère des Beaux-Arts en 1870, il démissionna peu après. Il collabora également à la Gazette de Paris, La Presse, L'Ordre, Le Triboulet, Le Clairon, Le Figaro, Le Gaulois, L'Éclair, L'Écho de Paris, L'Écho national.
Il publia, en 1884, des portraits rimés, Nos petits grands hommes ; il écrivit, avec Albert Millaud, une comédie en vers, jouée au Vaudeville, Perdus, et avec Paul Ferrier, une revue à grand succès, La Briguedondaine. Il a consacré, en outre, une étude au colonel Driant.
L'Institut de France lui décerne le prix Lambert en 1917.
Peu de temps avant sa mort, il avait donné un intéressant volume de souvenirs, préfacé par Paul Bourget, où il évoquait la société parisienne de 1860 à 1870, les comédiens, les journalistes, les « boulevardiers » du Café Anglais et de la Maison Dorée. Un prix de l'Académie française lui fut décerné pour l'ensemble de son œuvre.

## Publications
- Nos petits grands hommes, 1884
- L'Art de vivre, 1887 lire en ligne sur Gallica
- Le Salon de 1893, 1893
- ...Mois de guerre, 8 vol., 1915-1919

- L'Épopée de Verdun, 1916, 1917.
- Le Colonel Driant, 1918 lire en ligne sur Gallica
- Souvenirs de la vie de plaisir sous le second Empire, lettre-préface de Paul Bourget, 1927. Réédition : Souvenirs d'un parisien : la fin du Second Empire, la guerre et la Commune, la République Conservatrice, 1928.
- Les Chansons de Grelot, s. d.

Théâtre et spectacles
- Plutus, comédie en 2 actes, en vers, avec Albert Millaud, Paris, Vaudeville, 14 mars 1873.
- Entre nous, revue intime en 3 actes, avec Philippe de Massa, Paris, Cercle de l'Union artistique, 9 mai 1878.
- Plutus, opéra-comique en 3 actes, en vers, avec Albert Millaud, musique de Charles Lecoq, Paris, Opéra-Comique, 31 mars 1886.
- La Briguedondaine, revue en 3 actes et 5 tableaux, avec Paul Ferrier, Charles Clairville et Ernest Depré, Paris, Palais-Royal, 7 septembre 1886.
- Ca vas lioubliou ou l'hôtel franco-russe, à propos en 1 acte, mêlé de chant, avec Philippe de Massa et Bertien de Sauvigny, Paris, Variétés, 12 novembre 1893.
- L'Impromptu de Trou-Deauville, avec Gabriel Du Tillet et le vicomte de Saint Genies, Deauville, Villa Dollfus, 18 août 1897.
- Sans rimes ni raison, fantaisie en vers libres, en 3 tableaux, avec Georges Rivollet et Albert Bertier de Sauvigny, Paris, Cercle de l'Union artistique, 10 juin 1898.

## Sources
- Qui êtes-vous ? Annuaire des contemporains ; notices biographiques, Paris, Ruffy, 1924.